# Calacanthus
Calacanthus là chi thực vật có hoa trong họ Acanthaceae.